# Калмыкия
Калмы́кия, официально Респу́блика Калмы́кия (калм. Хальмг Таңһч), — субъект Российской Федерации, республика в её составе. Входит в состав Южного федерального округа, является частью Поволжского экономического района.
Граничит на юге с Республикой Дагестан, на юго-западе — со Ставропольским краем, на западе — с Ростовской областью, на северо-западе — с Волгоградской областью, на востоке — с Астраханской областью.
Столица — город Элиста. Официальные языки: калмыцкий и русский.
Единственный регион в Европе, традиционно исповедующий буддизм.

## Физико-географическая характеристика

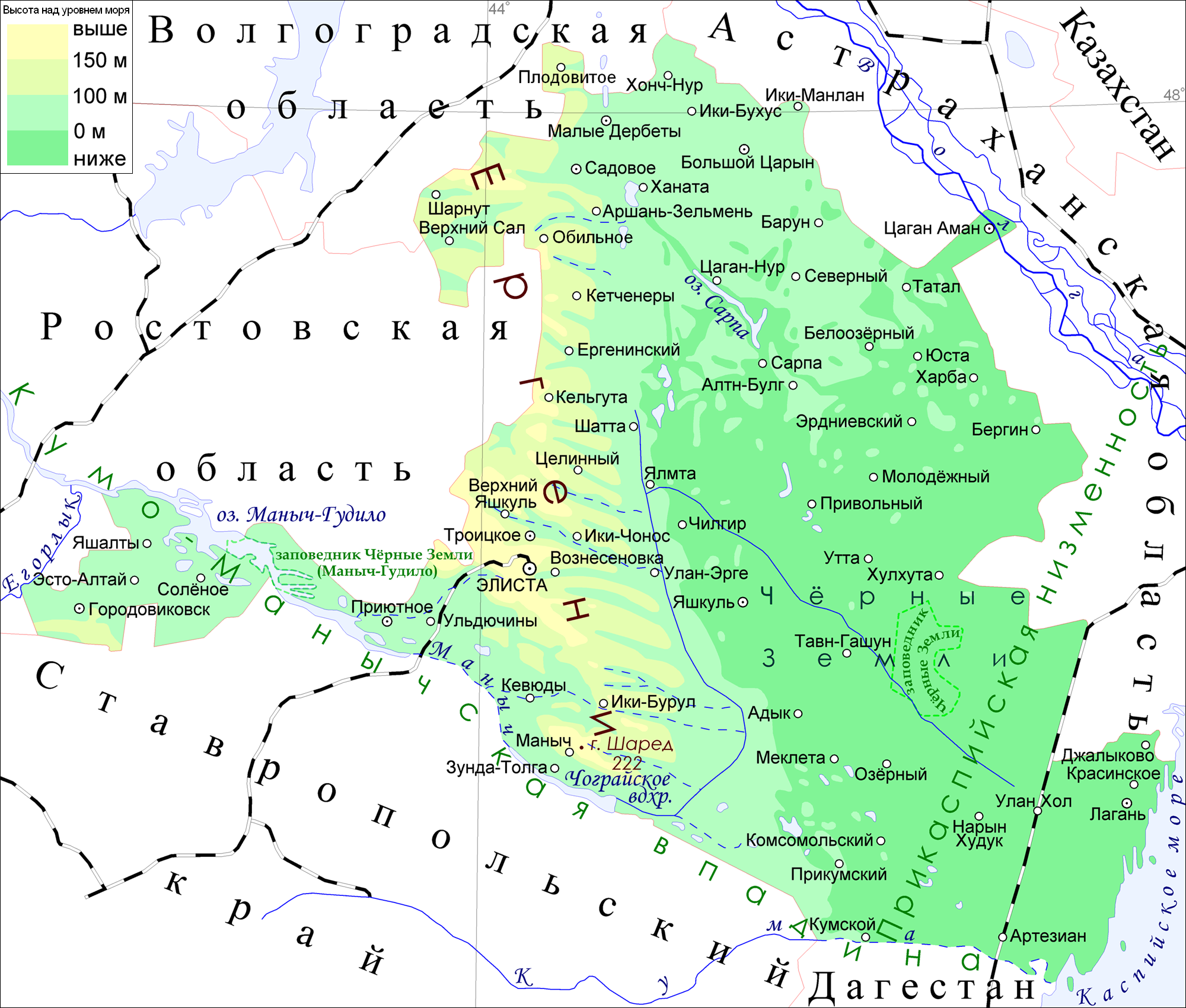
Карта Калмыкии

### География
Площадь республики составляет 74 731 км², что больше территории таких государств в Западной Европе, как Бельгия, Дания, Швейцария и Нидерланды. Республика Калмыкия располагается на крайнем юго-востоке европейской части России. Протяжённость территории с севера на юг — 458 км, с запада на восток — 423 км. Её крайние координаты составляют 41°38' и 47°34' восточной долготы и 48°15' и 44°45' северной широты. Регион расположен в зонах степей, полупустынь и пустынь.
На территории Калмыкии условно выделяются три природно-хозяйственные зоны: западная, центральная и восточная. Западная зона охватывает территории Городовиковского и Яшалтинского районов, центральная зона — территории Малодербетовского, Сарпинского, Кетченеровского, Целинного, Приютненского и Ики-Бурульского районов, восточная — территории Октябрьского, Юстинского, Яшкульского, Черноземельского, Лаганского. Наиболее благоприятной по почвенно-климатическим условиям является западная зона.
С юга территория Калмыкии ограничена Кумо-Манычской впадиной и реками Маныч и Кума, в юго-восточной части омывается Каспийским морем, на северо-востоке на незначительном участке граница республики подходит к реке Волге, а на северо-западе расположена Ергенинская возвышенность. В пределах территории республики северная часть Прикаспийской низменности называется Сарпинской низменностью, а в её южной части находятся Чёрные земли. Господствующим типом рельефа республики, занимающим большую часть её территории, являются равнины. Каспийское побережье песчаное, изрезанное мелкими заливами.

### Климат

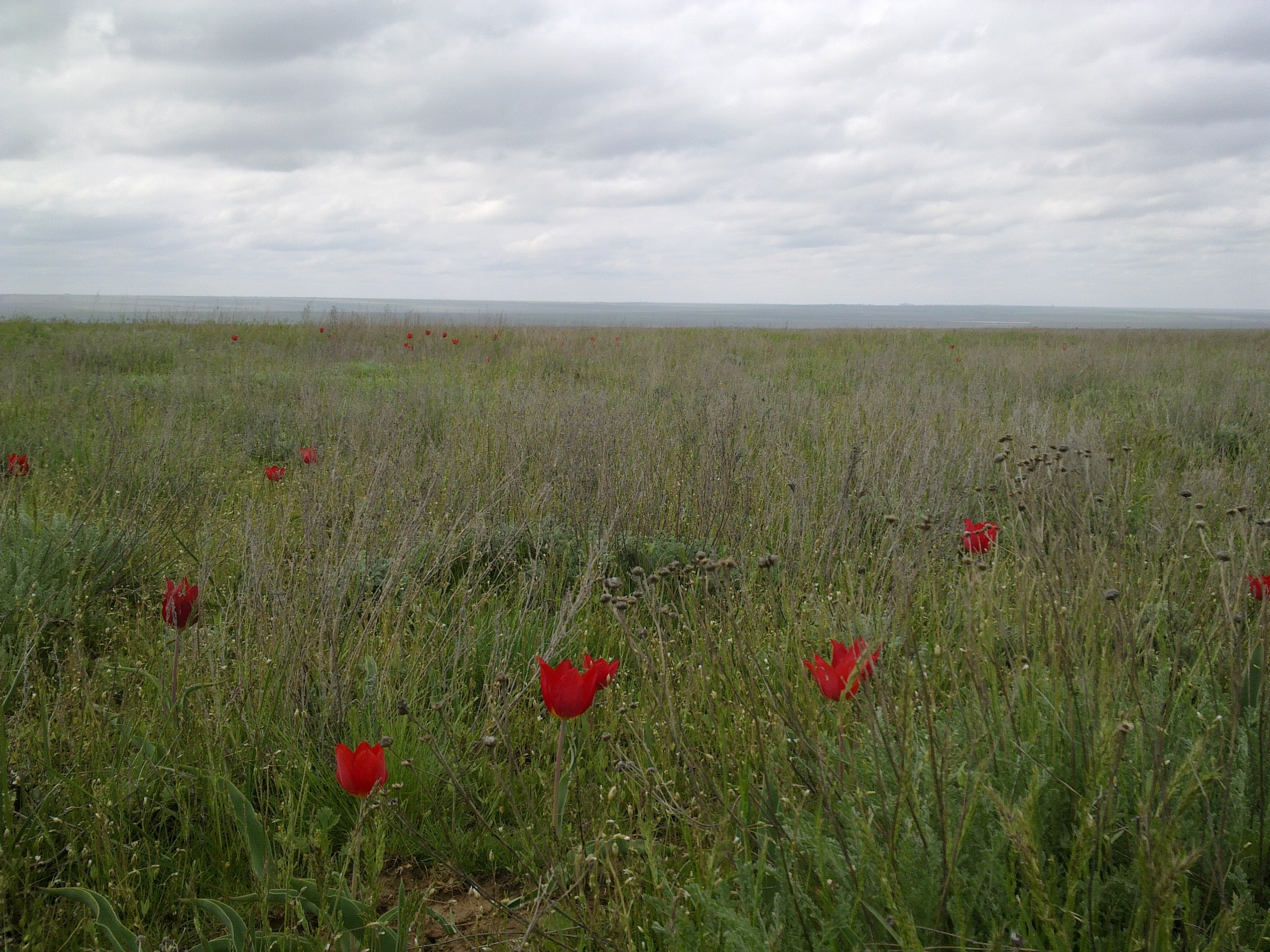
Калмыцкая степь в апреле

Климат республики — переходный от умеренного к резко континентальному; лето очень жаркое и сухое, зима малоснежная, иногда с большими холодами. Континентальность климата существенно усиливается с запада на восток. Средние температуры января по всей республике отрицательные: от −7…−9 °C в южной и юго-западной её части до −10…−12 °C на севере, минимальная температура января: −35…−37 °C. Самые низкие температуры иногда достигают −35 °C и ниже в северных районах: так, в Яшкуле абсолютный минимум температуры достигает −36,1 °C. Самые холодные месяцы — январь и февраль. Особенностью климата является значительная продолжительность солнечного сияния, которое составляет 2180—2250 часов (182—186 дней) в году. Продолжительность тёплого периода составляет 240—275 дней. Средние температуры июля составляют +23,5…+25,5 °C, при этом в самые жаркие годы (2010, например) среднемесячная температура июля может превысить +32 °C. Это самый жаркий летом субъект России, наравне с Астраханской областью. Абсолютный максимум температуры в жаркие годы достигает +40…+45 °C, а 12 июля 2010 года в посёлке Утта воздух прогрелся до +45,4 °C, что стало рекордной для России температурой воздуха.
Повышение температуры воздуха наблюдается с севера на юг и юго-восток территории республики. В зимний период бывают оттепели, в отдельные дни — метели, а иногда образующийся гололёд наносит ущерб сельскому хозяйству, вызывая обледенение травостоя пастбищ и озимых культур.
Специфической особенностью территории республики являются засухи и суховеи: летом бывают до 120 суховейных дней. Регион является самым засушливым на юге европейской части России. Годовое количество осадков составляет 210—340 мм. По условиям влагообеспеченности в республике выделяются четыре основных агроклиматических района: очень сухой, сухой, засушливый, очень засушливый.
Благодаря распространённости зон сильных ветров регион обладает значительными ветроэнергоресурсами, действуют две ВЭС (Целинская и Салынская) общей мощностью 200 МВт. Калмыкия является одним из самых ветреных регионов в РФ (до 120 дней здесь дуют суховеи скоростью от 9 м/с). В 2018 году ООО «Управляющая компания „Ветроэнергетика“» (управляет Фондом развития ветроэнергетики, акционерами которой являются ПАО «Фортум» и АО «Роснано») подписали с правительством Республики Калмыкия соглашение о сотрудничестве. Этим соглашением предусмотрено строительство на территории региона ветряных электростанций совокупной мощностью до 450 МВт.

### Полезные ископаемые
Имеются запасы углеводородов, основные разведанные и эксплуатируемые — Ики-Бурульское и Ермолинское месторождения природного газа. Месторождения относятся к прикаспийской нефтегазоносной провинции.

### Гидрография

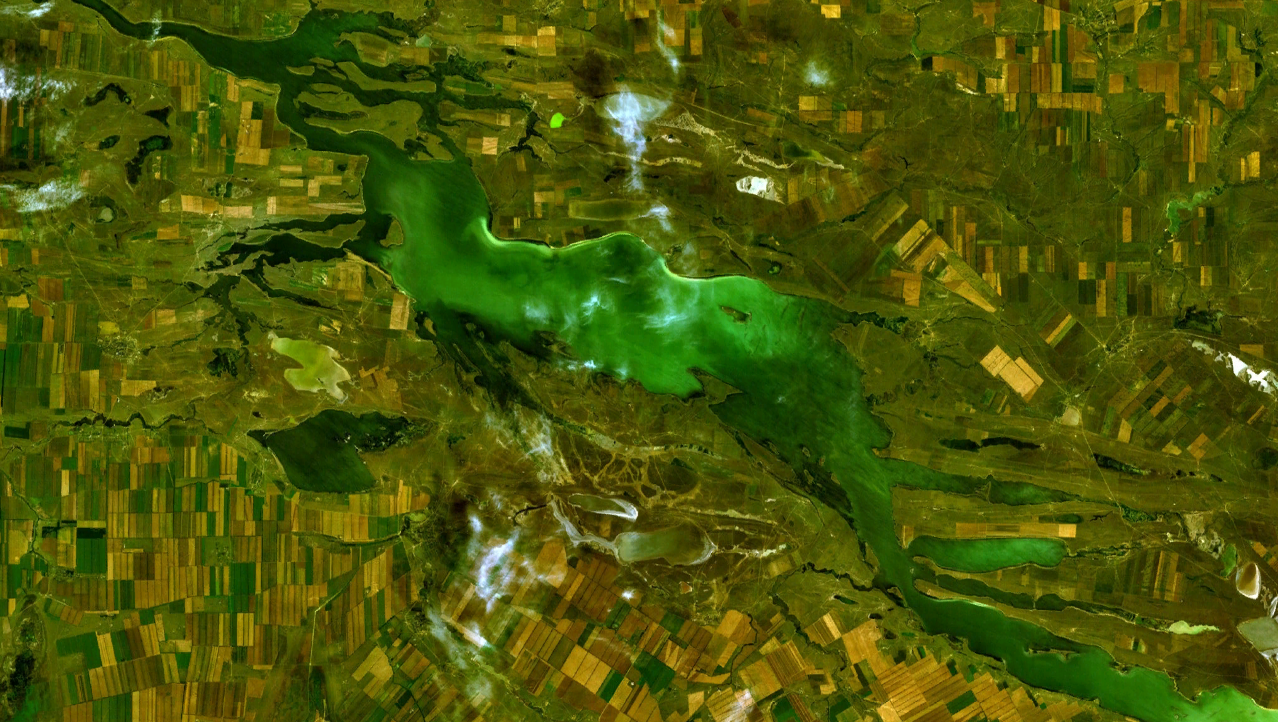
Озеро Маныч-Гудило, вид со спутника

Самое крупное озеро республики — солёное озеро Маныч-Гудило. Важными водоёмами являются Сарпинские и Состинские озёра, озеро Деед-Хулсун, Малое и Большое Яшалтинское озёра. Значительный объём пресных вод сосредоточен в Чограйском водохранилище, расположенном на границе со Ставропольским краем.
Большинство рек Калмыкии является малыми, пересыхающими летом, часто горько-солёными. Крупнейшей рекой на территории республики является Волга, которая пересекает территорию Калмыкии в районе посёлка Цаган Аман (12 км). Другие крупные реки — Егорлык (по реке проходит участок границы республики на крайнем юго-западе), Западный и Восточный Маныч, Кума (по реке проходит граница с Дагестаном). На территории республики берут начало Джурак-Сал и Кара-Сал, слияние которых образует реку Сал. На юге республики на границе со Ставропольским краем расположено Чограйское водохранилище, на востоке — Каспийское море (167-километровый участок побережья).

### Почвы
Многообразие биоклиматического и геоморфолого-литологического факторов и их проявления обусловливает разнообразие структуры почвенного покрова Калмыкии. На крайнем западе Калмыкии, на северо-восточной периферии Ставропольской возвышенности, преобладают южные чернозёмы; в пределах Кумо-Манычской впадины — каштановые и солонцевато-солончаковые почвы; в пределах Ергенинской возвышенности — светло-каштановые почвы с солонцами; на востоке Калмыкии преобладают бурые (пустынные) почвы с обширными участками солонцов, солончаков и закреплённых и открытых песков.

### Животный и растительный мир
На территории республики обитают около 60 видов млекопитающих. На водоёмах Калмыкии гнездятся около 130 видов птиц и более 50 видов встречаются во время сезонных миграций. 20 видов пресмыкающихся и 3 вида земноводных. В пределах республики отмечено 23 вида птиц, занесённых в Красную книгу Российской Федерации.

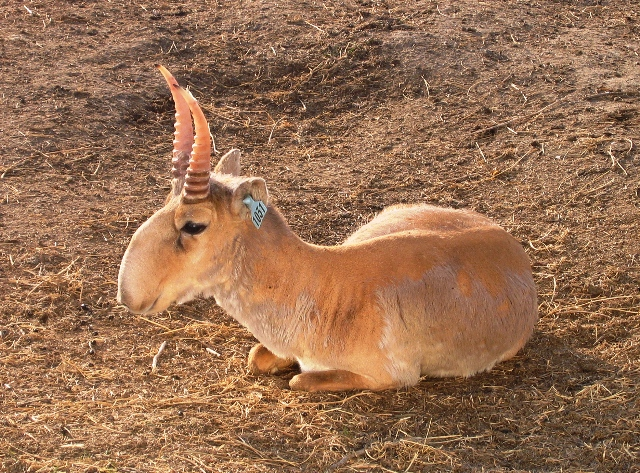
Сайгак

На территории Калмыкии и сопредельных районах Астраханской области обитает единственная сохранившаяся в Европе популяция сайгака. В настоящее время[когда?]

 численность всей российской популяции сайгака угрожающе низка. По данным учёта 2011 года, общая численность сайгаков в Калмыкии составила всего 12870 особей, причём доля взрослых самцов в популяции составляет, по разным данным, всего от 1 до 10 % (в «лучшие» годы).

## История

### Калмыкия с древнейших времён до XVIII века
По захоронениям в лолинских могильниках получила название посткатакомбная лолинская культура.
Территория Калмыкии в древности была заселена представителями многочисленных племён и народов. Последовательно на территории Волго-Донского междуречья друг друга сменяли практически все народы степной полосы Восточной Европы: киммерийцы, скифы, сарматы, гунны, печенеги, половцы. Территория современной Калмыкии была центром одного из ранних государственных образований Восточной Европы — Хазарии, оказавшей глубокое влияние на историю Европы и Азии. В XIII веке вся данная территория оказалась под властью Золотой Орды, после распада которой здесь кочевали ногаи.

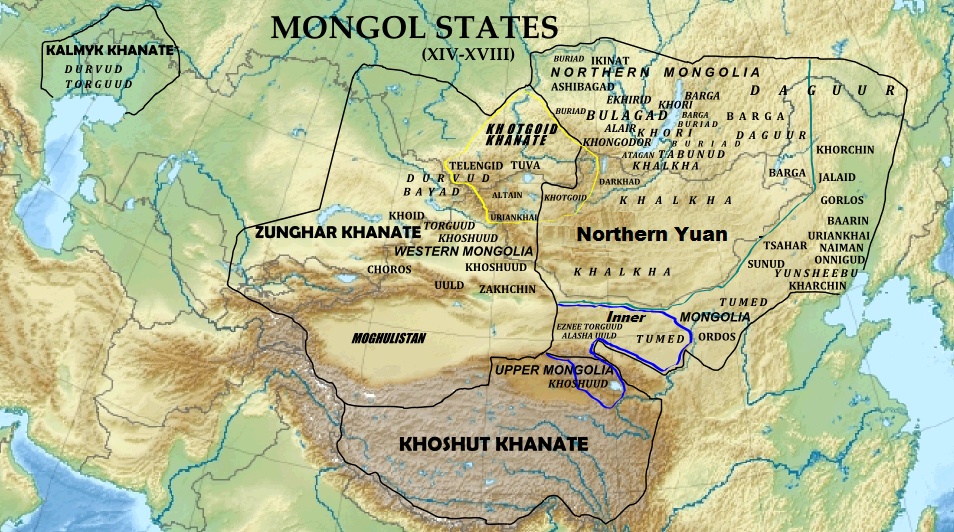
Монгольские государства в XVII веке: Монгольский каганат, Джунгарское ханство, Хошутское ханство, Хотогойтское ханство и Калмыцкое ханство

Калмыки — потомки ойратов (западных монголов), выходцев из Джунгарии. Ойраты начали заселять пространства между Доном и Волгой с середины XVII века, основав здесь Калмыцкое ханство.
На территорию России калмыки стали переселяться в конце XVI — начале XVII веков в связи с дефицитом пастбищных территорий и феодальными междоусобицами внутри Ойратского ханства, которые побудили правителей крупных ойратских этнополитических объединений торгутов во главе с тайшой Хо-Урлюком и дербетов во главе с Далай-Батыром откочевать в степи Западной Сибири, которая после похода Ермака оказалась в составе России. В 1608—1609 годах они впервые принесли присягу на подданство русскому царю. В дальнейшем эта часть ойратов, которых русские по примеру их тюркоязычных соседей называли калмыками, расселилась по территории междуречья Эмбы, Яика (Урала) и Волги.
Наибольшего могущества Калмыцкое ханство добилось при правлении Аюки-хана (годы правления 1669/1672—1724). Аюка-хан надёжно защищал южные рубежи России, неоднократно совершал походы против крымских и кубанских татар.

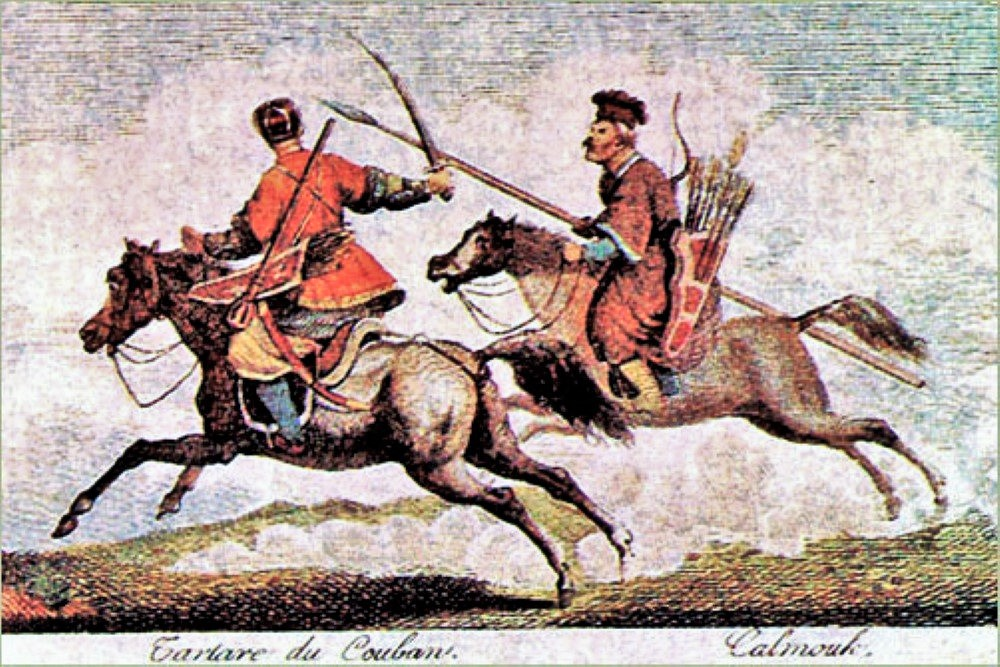
Кубанский татарин (ногаец) и Калмык

В эпоху Аюки-хана калмыки обратили своё внимание на восток и предприняли военный поход на казахов и туркменов, сделав их своими данниками. Часть мангышлакских туркменов была переселена Аюкой в Поволжье. К этому же периоду относятся его успешные войны с дагестанцами, кумыками, кабардинцами и кубанцами.

### Калмыкия в XVIII—XIX веках

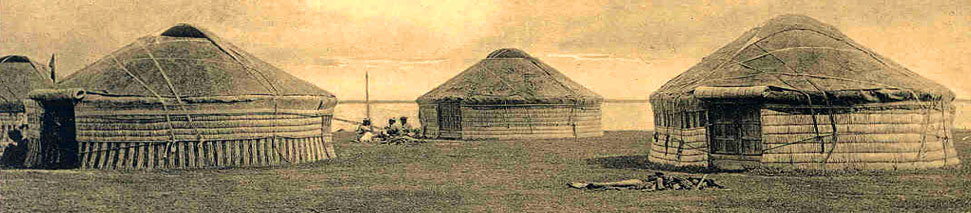
Национальное жилище Калмыков до XIX века

Кавалерия калмыков, сначала как союзническая, позже как нерегулярная часть русской армии, принимала участие во многих войнах Российской империи — в Северной войне (1700—1721, 3-тысячный отряд в Полтавской битве), в русско-турецких войнах, в русско-польской войне (1654—1667), в русско-шведской войне (1741—1743), в семилетней войне (1756—1763), в персидском походе (1722—1723).
Во время правления хана Дондук-Даши (1741—1761) царское правительство стало проводить политику ограничения ханской власти. В 1760-х годах в ханстве усилились кризисные явления, связанные с колонизацией калмыцких земель русскими помещиками и крестьянами, сокращением пастбищных угодий, ущемлением прав феодальной верхушки, вмешательством царской администрации в калмыцкие дела. После устройства укреплённой Царицынской линии в районе основных кочевий калмыков стали селиться тысячи семей донских казаков. Сужение района кочевий обостряло внутренние отношения в ханстве. В этих условиях распространение получила идея возврата на историческую родину — в Джунгарию, находившуюся на тот момент под властью маньчжурской империи Цин. 5 января 1771 году калмыцкие феодалы подняли улусы, кочевавшие по левобережью Волги, и начали свой гибельный путь в Центральную Азию (см. Торгутский побег). Этот поход обернулся национальной трагедией. В пути небольшой по численности калмыцкий этнос потерял погибшими в боях, от ран, холода, голода, болезней, а также пленными более 100 000 человек, лишился почти всего скота — основного богатства.
В октябре 1771 года Екатерина II ликвидировала Калмыцкое ханство. Нойоны улусов, оставшихся на правом берегу Волги, стали подчиняться «Экспедиции калмыцких дел», в каждый улус был назначен пристав. Небольшие группы калмыков вошли в состав Уральского, Оренбургского и Терского казачьих войск. В конце XVIII века калмыки, жившие на Дону, были зачислены в казачье сословие Области войска Донского.
В 1786 году был отменён и закрыт калмыцкий суд (Зарго), все уголовные и гражданские дела были переданы уездным судам.
Позднее, в 1800 году император Павел I благодаря ходатайствам дербетского тайши Чучея Тундутова, за боевые заслуги оставшихся в России дербетов и торгутов, восстановил Калмыцкое ханство, но ханская власть тогда была уже ограничена, а после дворцового государственного переворота и убийства императора Павла I, и изменившейся вследствие этого государственной политики, в 1803 году при императоре Александре I Калмыцкое ханство было снова упразднено.
Калмыки продолжали принимать участие в войнах России с внешними врагами. В 1807 году 5200 калмыцких воинов участвовали в разных сражениях русской армии. В Отечественной войне 1812 года Калмыцкая степь выставила три конных полка, а также отдельно от них участвовали в боях с французской армией калмыки Области Войска Донского.
В 1860 году Большедербетовский улус был переподчинён Ставропольской губернии, в результате калмыцкий народ был административно разделён. До этой даты все улусы Калмыцкой степи входили в состав Астраханской губернии.
В 1892 году были отменены обязательные отношения крестьян и феодалов.

### Калмыкия в первой половине XX века
С началом Гражданской войны юг России стал одним из главных театров сражений между Красной Армией и Добровольческой армией Деникина и Донской казачьей армией Краснова. В результате военных действий к марту 1920 года все улусы Калмыкии были заняты красными, в степи была восстановлена Советская власть. На первом общекалмыцком съезде Советов, проходившем со 2 по 9 июля 1920 года в Чилгире, была провозглашена Калмыцкая автономная область. Съезд утвердил «Декларацию прав калмыцкого трудового народа». В пределы Калмыкии были переселены оренбургские, кумские, частично донские калмыки.
В результате Гражданской войны калмыцкий народ был расколот. Калмыки (донские) участвовавшие в белом движении, эмигрировали в Югославию, Болгарию, Францию и другие западные страны.
Калмыкию коснулась коллективизация: за 1929—1934 годы было раскулачено 2195 крестьянских семей (почти 14 тыс. человек), из них 1821 выселен за пределы области, остальные раскулаченные хозяйства были разорены и переселены в другие районы региона.
В 1935 году Калмыцкая автономная область была преобразована в Калмыцкую автономную социалистическую советскую республику.

### Калмыкия в годы Великой Отечественной войны
В период Великой Отечественной войны летом 1942 года значительная часть Калмыкии была оккупирована немецкими войсками, но к январю 1943 года Советская Армия освободила территорию республики. Воины Калмыкии мужественно сражались на фронтах Великой Отечественной войны и в партизанских отрядах в степях Калмыкии, в Белоруссии, на Украине, Брянщине и др. В боях за Дон и Северный Кавказ отличилась 110-я Отдельная Калмыцкая кавалерийская дивизия.
Тема участия калмыцкого народа в Великой Отечественной войне долгое время в СССР и некоторое время в Российской Федерации была под неким негласным политическим табу в связи с проблемой «калмыцкого вопроса» — перехода части населения на сторону нацистской Германии. Мнимость такого запрета очевидна, поскольку, несмотря на имевший место коллаборационизм (например, Калмыцкий кавалерийский корпус), большая часть калмыков героически защищала свою родину в рядах Красной Армии (среди калмыков много получивших различные награды за боевые заслуги, в том числе Герои Советского Союза).
Обвинение калмыцкого народа в предательстве опровергается массовым героизмом калмыков на фронте и в тылу. Так, за мужество и отвагу несколько десятков тысяч воинов, в том числе 700 женщин, награждены орденами и медалями. 22 уроженца Калмыкии удостоены звания Героя Советского Союза.
Калмыки, Герои Советского союза: Бадмаев Э. Л., Басанов Б. М., Городовиков Б. Б., Городовиков О. И., Деликов Э. Т., Манджиев Л. И., Санджиров Н. М., Сельгиков М. А., Хечиев Б. М. 6 воинов Калмыкии были удостоены высокой чести участвовать 24 июня 1945 г. в историческом Параде Победы на Красной площади в Москве. Уроженцы Калмыкии, Герои Советского союза: Баташев Н. И., Воробьёв Н. Т., Гермашев И. В., Жигульский К. М., Зигуненко И. Ф., Крынин С. М., Лазарев Г. М., Лопатин А. А., Мергасов В. В., Метяшкин А. Г., Попов Ф. Г., Пяткин Г. Я., Турченко П. А., Храпов Н. К.
За военный период 1941—1943 гг. Калмыцкая АССР направила на фронт 38 778 человек, а с учётом проходивших до начала войны действительную военную службу на фронтах Великой Отечественной войны сражалось 43 210 уроженцев республики. Кроме них, около 300 человек активно участвовали в разведывательно-диверсионных отрядах, действовавших в тылу врага на оккупированной территории Калмыцкой АССР, Сталинградской и Ростовской областей, Орджоникидзевского края. За это же время республика поставила в Красную Армию почти 30 тыс. лошадей, сотни тысяч тонн мяса и рыбной продукции, зерна и другой продукции сельского хозяйства, значительное количество тёплых вещей, белья, обуви, а также сдала более 100 млн руб.

### Ликвидация национальной автономии
В декабре 1943 года калмыки были депортированы в Сибирь. Депортация калмыков рассматривалась как мера наказания за массовое противодействие органам Советской власти, борьбу против Красной Армии.
Депортация стала национальной катастрофой. С момента депортации и до апреля 1946 года значилось 14 343 умерших калмыцких поселенцев. При этом рождаемость среди калмыков была крайне низкой. Из 97—98 тысяч депортированных калмыков в ссылке с 1943 по 1950 год умерло более 40 тысяч человек. Общие потери калмыцкого народа составили более половины его общей численности.
Депортация калмыцкого народа автоматически привела к ликвидации национальной автономии. В 1944 году Калмыцкая АССР прекратила своё существование. Её районы вошли частично в административное подчинение соседних регионов.
Лишь в 1956 году калмыки были реабилитированы.

### Калмыкия в послевоенные годы
Калмыцкая автономия была воссоздана в два этапа: 9 января 1957 как автономная область в составе Ставропольского края, а 29 июля 1958 как АССР, однако не в прежних границах. Территории Приволжского и Долбанского улусов (большая часть современного Наримановского района и Лиманский район Астраханской области), входивших в состав республики до 1943 года, после восстановления автономии возвращены не были.
18 октября 1990 года Верховный Совет Калмыцкой АССР принял Декларацию о государственном суверенитете, в соответствии с которой АССР была преобразована в Калмыцкую ССР. 24 мая 1991 года Съезд народных депутатов РСФСР утвердил данное решение, внеся поправку в ст. 71 конституции РСФСР.

### Современный период

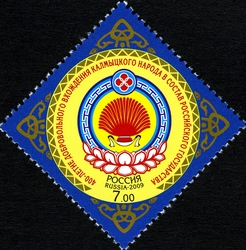
Почтовая марка России, 2009 год

20 февраля 1992 года Верховный Совет Калмыцкой ССР принял постановление о переименовании республики в Республику Калмыкия — Хальмг Тангч; 21 апреля 1992 года Съезд народных депутатов России внёс новое наименование в российскую конституцию.
В 1993 году был избран первый президент Республики Калмыкия, которым стал Кирсан Илюмжинов.
В 1994 году было принято «Степное Уложение (Конституция) Республики Калмыкия», названое так в память «конституции» Джунгарского ханства, которое подтвердило статус республики как субъекта и неотъемлемой части Российской Федерации, одновременно декларируя преемственность Джунгарское ханство — Республика Калмыкия. Наименование республики было изменено с Республики Калмыкия (Хальмг Тангч) на современное — Республика Калмыкия.
В ноябре 1998 года действующий президент Калмыкии Илюмжинов на одном из федеральных телеканалов заявил, что «Калмыкия может стать ассоциированным членом Российской Федерации или вообще выйти из её состава», за что получил большое количество достаточно жёсткой критики со стороны руководителей многих федеральных правительственных структур. Действующий на тот момент глава государства Борис Ельцин приказал секретарю Совета Безопасности РФ Николаю Бордюже «обеспечить безусловное соблюдение Конституции России». На другой день самому Кирсану Илюмжинову пришлось оправдываться, что его выступление было не официальным заявлением, а обычным интервью с целью привлечь внимание к проблемам республики.
В 2009 году отмечалось 400-летие добровольного вхождения калмыцкого народа в состав Российского Государства. В честь этого события Банк России 2 июня 2009 выпустил следующие памятные монеты (приведены только реверсы):

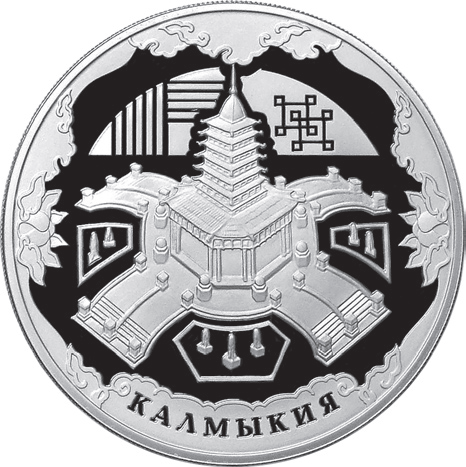
3 серебряных рубля с изображением пагоды
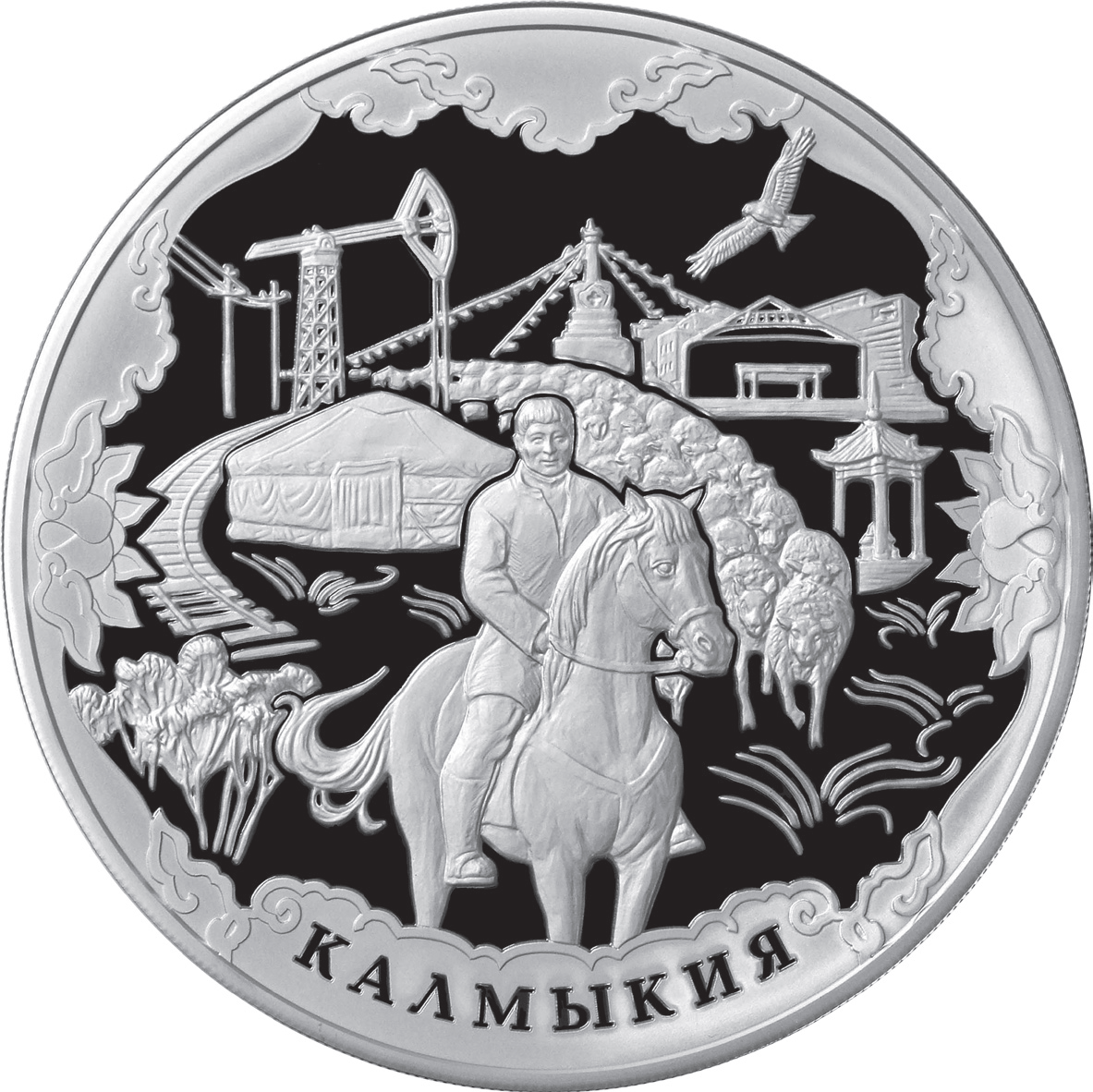
100 серебряных рублей с изображением всадника
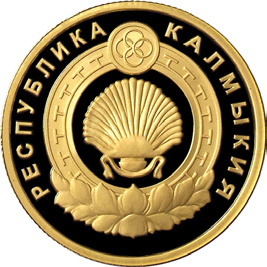
50 золотых рублей с гербом Калмыкии
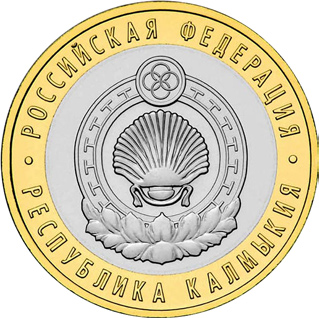
10 латунно-мельхиоровых рублей с гербом Калмыкии

## Население
Численность населения республики по данным Росстата составляет 267 588 чел. (2025). Плотность населения — 3,58 чел./км2 (2025). Городское население — 
46,58 % (2022).
Численность населения Республики Калмыкия, по итогам Переписи 2010 года, составила 289 481 человек. Сокращение численности населения в период 2002—2010 годов замедлилось. Если в 1989—2002 годах в среднем население Калмыкии ежегодно уменьшалось на 0,81 % населения, то в 2002—2010 годах — на 0,15 процента. Соотношение горожан и сельских жителей, сохранявшееся с переписи 1989 года на уровне, соответственно, — 45,6 % и 54,4 %, незначительно изменилось и составило в 2010 году 44,1 % (127 647 человек) и 55,9 % (161 844 человека).

### Национальный состав

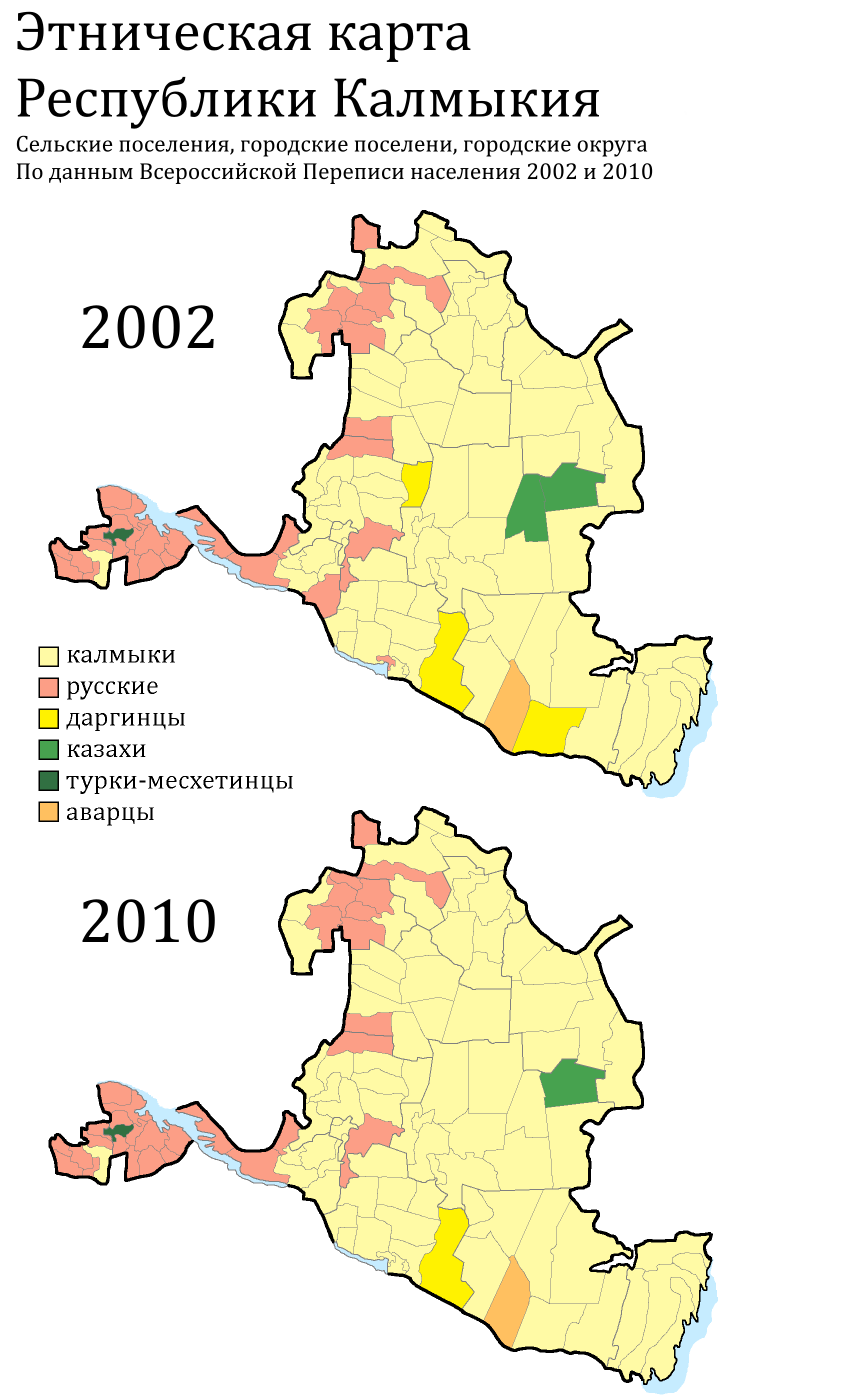
Этническая карта Республики Калмыкия по городским и сельским поселениям в 2002 и 2010 годах
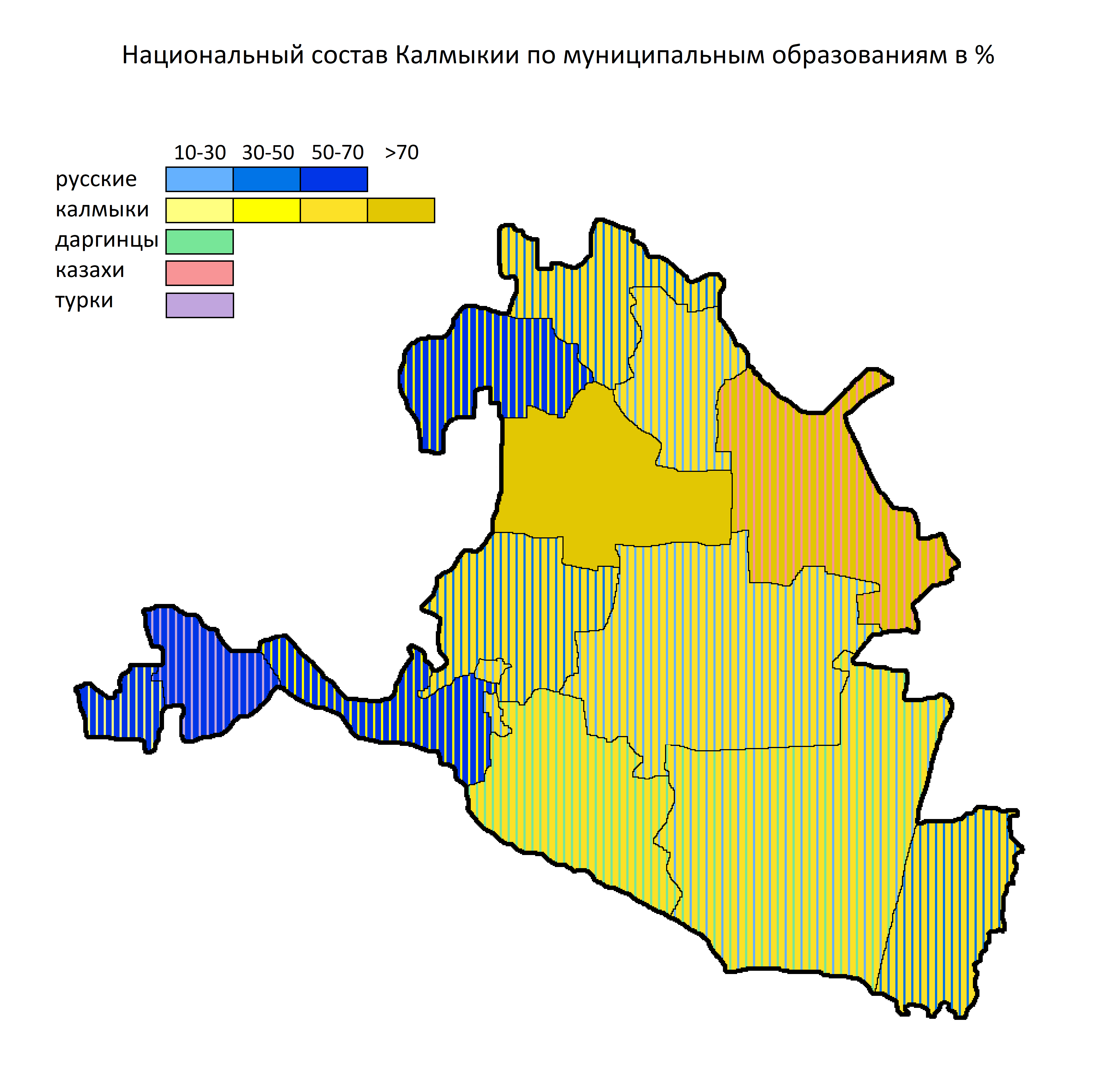
Национальный состав Калмыкии по муниципальным образованиям по данным переписи населения 2010 г., %
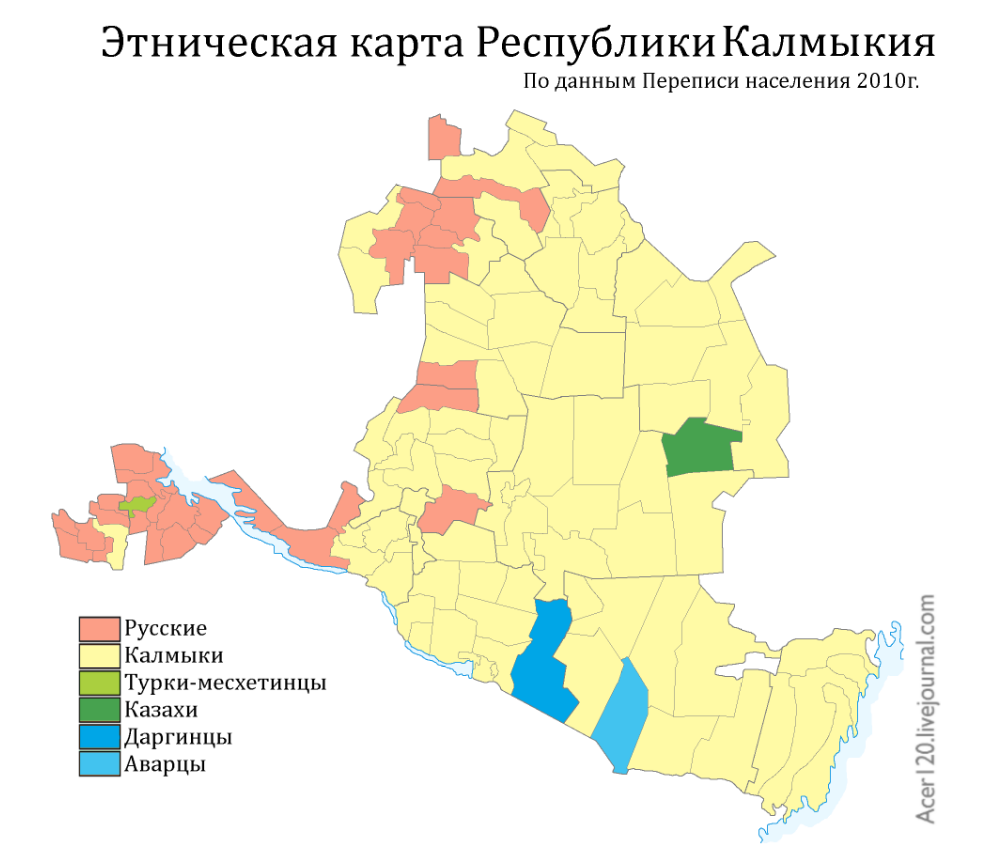
Этнический состав Республики Калмыкия по городским и сельским поселениям, перепись 2010 г.
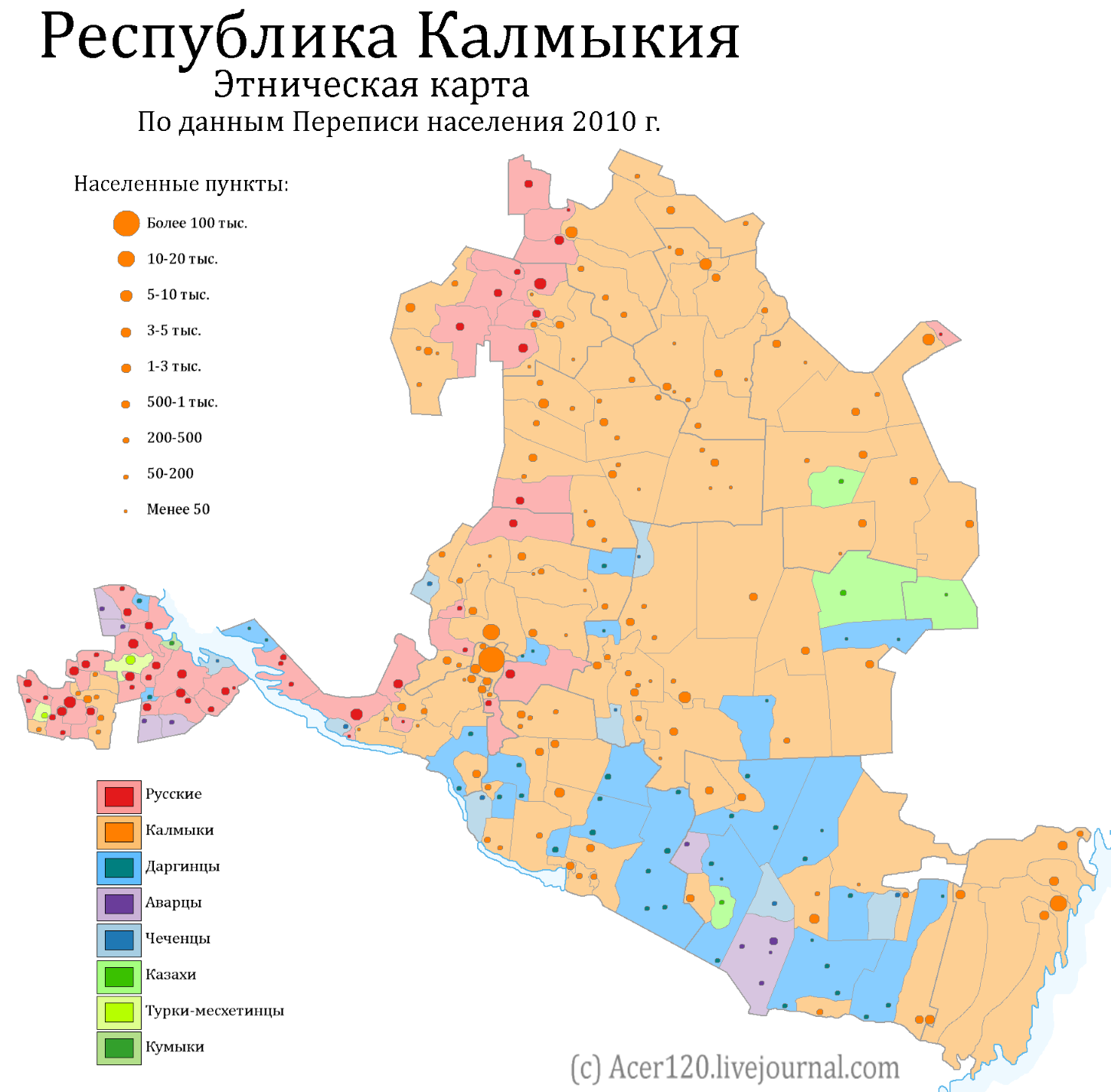
Этническая карта Республики Калмыкия по населённым пунктам, перепись 2010 г.

| Народ                                             | 1926 год тыс. чел. | 1939 год тыс. чел. | 1959 год тыс. чел. | 1970 год тыс. чел. | 1979 год тыс. чел. | 1989 год тыс. чел. | 2002 год тыс. чел. | 2010 год тыс. чел. | 2020 (2021) год тыс. чел. |
| ------------------------------------------------- | ------------------ | ------------------ | ------------------ | ------------------ | ------------------ | ------------------ | ------------------ | ------------------ | ------------------------- |
| Калмыки                                           | 107,0 (75,8 %)     | ▬107,3 (48,6 %)    | ↘64,9 (35,1 %)     | ↗110,3 (41,1 %)    | ↗122,2 (41,5 %)    | ↗146,3 (45,4 %)    | ↗155,9 (53,3 %)    | ↗162,7 (57,4 %)    | ↘159,1 (59,5 %)           |
| Русские                                           | 15,2 (10,7 %)      | ↗100,8 (45,7 %)    | ↗103,3 (55,9 %)    | ↗122,8 (45,8 %)    | ↗125,5 (42,6 %)    | ↘121,5 (37,7 %)    | ↘98,1 (33,6 %)     | ↘85,7 (30,2 %)     | ↘65,4 (24,5 %)            |
| Даргинцы                                          | …                  | …                  | …                  | ↗5,0 (1,9 %)       | ↗8,6 (5,0 %)       | ↗12,9 (4,0 %)      | ↘7,3 (2,5 %)       | ↗7,6 (2,7 %)       | ↘7,2 (2,7 %)              |
| Казахи                                            | …                  | ↗2,7 (1,2 %)       | ↗8,6 (4,6 %)       | ↘7,1 (2,6 %)       | ↘6,1 (2,1 %)       | ↗6,3 (1,9 %)       | ↘5,0 (1,7 %)       | ↘4,9 (1,7 %)       | ↘4,3 (1,6 %)              |
| Турки- месхетинцы                                 | …                  | …                  | …                  | …                  | …                  | …                  | ↗3,1 (1,1 %)       | ↗3,7 (1,3 %)       | ↗3,9 (1,4 %)              |
| Чеченцы                                           | …                  | …                  | …                  | ↗4,8 (1,8 %)       | ↗8,1 (2,8 %)       | ↗8,3 (2,6 %)       | ↘6,0 (2,0 %)       | ↘3,3 (1,2 %)       | ↘2,8 (1 %)                |
| Аварцы                                            | …                  | …                  | …                  | …                  | ↗1,9               | ↗3,9 (1,2 %)       | ↘2,3 (0,8 %)       | ↗2,4 (1,0 %)       | ↗2,5 (0,9 %)              |
| Украинцы                                          | 14,6 (10,3 %)      | ↘1,1               | ↗1,6               | ↗3,3 (1,2 %)       | ↗3,7 (1,3 %)       | ↗4,1 (1,3 %)       | ↘2,5 (0,9 %)       | ↘1,5 (0,5 %)       | < 1,0                     |
| Корейцы                                           | …                  | …                  | …                  | …                  | ↗1,1               | ↘0,6               | ↗1,0 (0,3 %)       | ↗1,3 (0,5 %)       | < 1,0                     |
| Немцы                                             | 2,6 (1,8 %)        | ↗4,15 (1,9 %)      | ↘1,5               | ↗5,2 (1,9 %)       | ↗5,5 (1,9 %)       | ↗5,6 (1,7 %)       | ↘1,6 (0,6 %)       | ↘1,1 (0,3 %)       | < 1,0                     |
| Татары                                            | 1,0                | ↗2,5 (1,1 %)       | ↘1,0               | ↗1,2               | ↗1,3               | ▬1,3               | ↘1,1 (0,4 %)       | ↘1,0 (0,3 %)       | < 1,0                     |
| Кумыки                                            | …                  | …                  | …                  | …                  | …                  | 1,5                | …                  | …                  |                           |
| Белорусы                                          | …                  | …                  | …                  | ↗1,7               | ↘1,4               | ↘1,3               | …                  | …                  |                           |
| Показаны народы c численностью более 1000 человек |                    |                    |                    |                    |                    |                    |                    |                    |                           |

### Языки
В первые годы советской власти, сферу использования калмыцкого языка стали постепенно расширять: так, если в первой половине 1920-х обучение в школах Калмыцкой автономной области происходило на русском, то в 1925/26 учебному году преподавание предметов на калмыцком языке ввелось в 1—2 классах 30 школ, а в остальных калмыцких школах калмыцкий преподавался только как отдельный предмет. К 1937 году уже в Калмыцкой АССР был полностью завершен перевод обучения в 1-4 классах калмыцкой школы на калмыцкий язык, преподавание же в 5—7 классах велось на русском с преподаванием калмыцкого в качестве отдельного предмета. На калмыцком языке издавались газеты, журналы и художественная литература. Депортация калмыков, произошедшая в 1943—1944 годах, нанесла несоизмеримый ущерб калмыцкому языку: большинство представителей калмыцкого народа теперь находились в преимущественно русскоязычной среде, имея при этом возможность разговаривать на родном языке только дома. В период с 1943 по 1957 годы калмыцкий язык не преподавался в школах, а языковая политика была направлена на исключение калмыков и калмыцкого языка из социальной жизни (в частности, калмыцкие топонимы были заменены русскоязычными
названиями: например, город Элиста с 1944 по 1957 год назывался Степной). После реабилитации калмыков, восстановления их национальной автономии и разрешения возвращения на историческую родину встал вопрос и о возрождении национального языка. В 1957 году было вновь решено открыть начальные классы, где преподавание велось на калмыцком языке. Однако вскоре под мощным воздействием русификации, проводившейся в стране национально-языковой политикой в 1960—1980-е годы, были закрыты калмыцкие начальные школы. С 1-го класса преподавание во всех школах было на русском языке, а калмыцкий в них изучался как отдельный предмет. По состоянию на 2010-е, несмотря на официальный статус и меры поддержки калмыцкого языка в 1990—2000 годы, число носителей калмыцкого языка сокращается. Все носители калмыцкого языка — билингвы и свободно владеют доминирующим русским языком. Большинство свободно говорящих по-калмыцки людей относится к старшим возрастным группам и проживает в небольших, достаточно удаленных от центра посёлках. В городе Элиста и крупных поселках используют почти исключительно русский язык; в большинстве калмыцких семей именно доминирующий русский язык используют в общении с детьми. Таким образом, калмыцкий язык находится в ситуации языковой ассимиляции. По классификации ЮНЕСКО, калмыцкий язык является языком с угрозой исчезновения.

### Урбанизация
Городское население и его доля по данным всесоюзных и всероссийских переписей:

### Населённые пункты

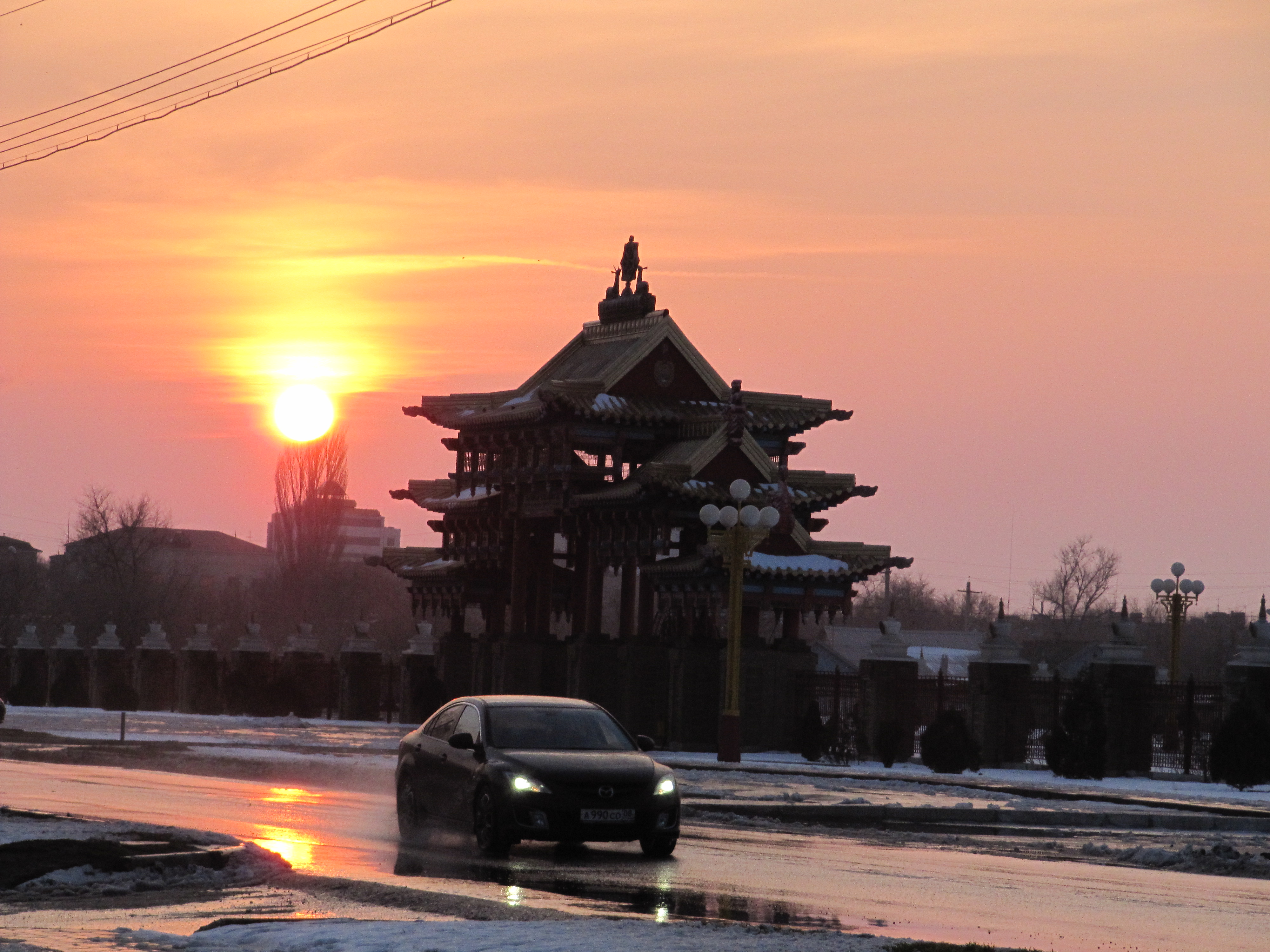
Главный вход в Золотую Обитель

Крупнейшим населённым пунктом Калмыкии является столица республики — город Элиста, в которой проживает свыше трети населения Калмыкии (по итогам переписи 2010 года — 103 728 человек). Помимо Элисты, в республике есть ещё два города (Городовиковск и Лагань). Сельских населённых пунктов — 262, из которых два, по итогам Переписи 2010 года, остались без населения.
Населённые пункты с численностью населения более 3 тысяч человек
| Элиста        | ↗104 082 |
| Лагань        | ↘13 756  |
| Троицкое      | ↗12 964  |
| Городовиковск | ↗8161    |

| Яшкуль        | ↘7763 |
| Малые Дербеты | ↘6286 |
| Садовое       | ↘5775 |
| Цаган Аман    | ↘5578 |

| Приютное      | ↘5182 |
| Яшалта        | ↗4457 |
| Большой Царын | ↘4447 |
| Комсомольский | ↘4261 |

| Аршан     | ↘3900 |
| Ики-Бурул | ↘3348 |
| Кетченеры | ↘3242 |

## Административное деление

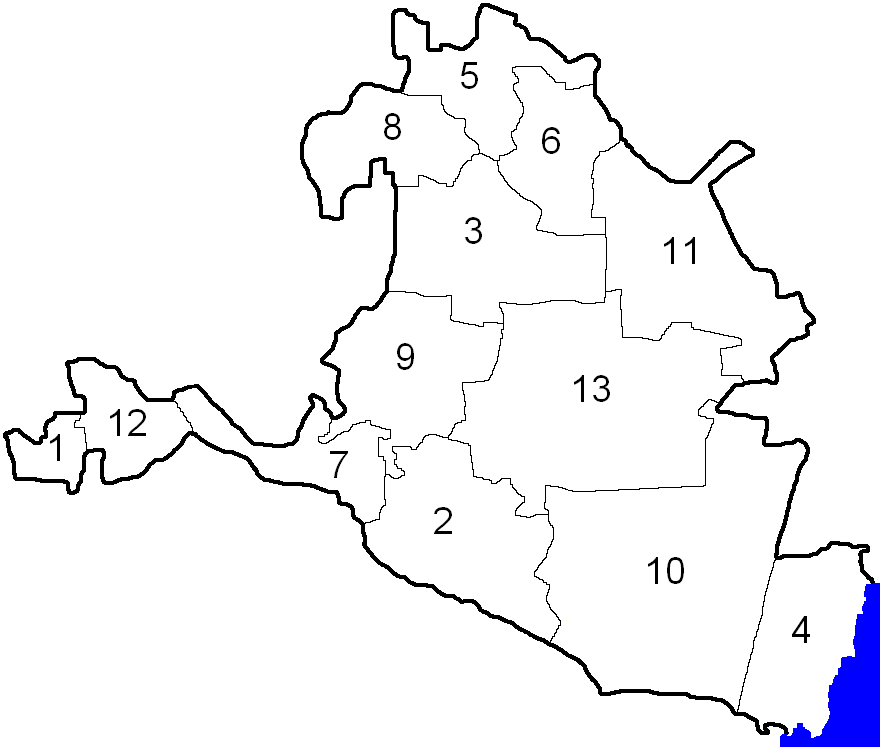
Административное деление Калмыкии

В рамках административно-территориального устройства Республика Калмыкия делится на административно-территориальные единицы: 1 город республиканского значения (Элиста) и 13 районов.
В рамках организации местного самоуправления в Республике Калмыкия выделяются муниципальные образования: Элистинский городской округ и 13 муниципальных районов, которые включают 124 сельских и 2 городских муниципальных образования.
Районы Республики Калмыкии:
1. Городовиковский район
2. Ики-Бурульский район
3. Кетченеровский район
4. Лаганский район
5. Малодербетовский район
6. Октябрьский район
7. Приютненский район
8. Сарпинский район
9. Целинный район
10. Черноземельский район
11. Юстинский район
12. Яшалтинский район
13. Яшкульский район

## Экономика
Экономический потенциал Калмыкии развит недостаточно. Объём ВРП Калмыкии в 2011 году составил всего 28 779,4 миллиона рублей, что составляет 0,06 % совокупного ВРП России (2011). Слабая развитость экономики демонстрирует структура ВРП. Так, в 2011 году основными видами экономической деятельности являлись:
- сельское хозяйство, охота и лесное хозяйство — 37 %;
- государственное управление и обеспечение военной безопасности; социальное страхование — 15,5 %;
- оптовая и розничная торговля; ремонт автотранспортных средств, мотоциклов, бытовых изделий и предметов личного пользования — 8,2 %;
- здравоохранение и предоставление социальных услуг — 7 %;
- образование — 6,25 %;
- строительство — 5,9 %;
- транспорт и связь — 4,2 %;
- обрабатывающие производства — 3,6 %;
- прочие виды деятельности — 12,3 %[69].

В сфере промышленного производства занято более 7,5 % работающего населения республики, сосредоточено 5,9 % основных фондов, создаётся около 10 % ВРП. В целом промышленность Калмыкии развита слабо. В структуре промышленного производства Республики в 2008 году преобладает производство и распределение электроэнергии, газа и воды — 43 %, обрабатывающие производства — 32 %, добыча полезных ископаемых — 25 %. Явным показателем слабой развитости промышленности является доминирование в структуре промышленного производства электроэнергетики при отсутствии собственных генерирующих мощностей.
Основными экономическими проблемами республики являются крайне низкий уровень среднедушевых доходов — 7540 рублей (2010) и высокая безработица — 15 % (2010 год) от трудоспособного населения.

### Сельское хозяйство
Важнейшей составной частью экономики Республики Калмыкия является агропромышленный комплекс. В нём занято 25 % от общей численности занятых в экономике, задействована десятая часть основных производственных фондов и создаётся около 30 % ВРП. Основу аграрного сектора экономики республики составляет животноводство. Основные направления: мясное скотоводство, мясное и тонкорунное овцеводство. На долю производства продукции животноводства приходится 80 % всей сельскохозяйственной продукции.
Произведено продукции АПК в 2020 году 27,4 млрд рублей, из них растениеводство 6,4 млрд рублей, животноводство 21,4 млрд рублей. Индексы производства 91,5 %, 90,1 %, 92,0 % соответственно.

#### Животноводство
На середину 2015 года по показателям животноводства в Калмыкии:
- крупный рогатый скот — 814 тыс. голов (1 место в России)
- овцы и козы — около 3067.1 тыс.
- лошадей — около 30 тыс.

В 2020 году произведено скот и птица на убой (в живом весе) 131,6 тыс. тонн, молоко — 54,8 тыс. тонн, яйца — 15,1 млн штук. Наиболее скромные результаты надоев у коров Республики Калмыкия — 520 кг/год.
На 1 апреля 2021 года во всех категориях хозяйств численность крупного рогатого скота составляла 367,6 тысяч голов (−18 %), в том числе коров — 261,2 тыс. голов (−15,9 %), овец и коз — 1889,3 тыс. голов (−15,9 %), свиней — 9,2 тыс. голов (−6,0 %).
В сельскохозяйственных предприятиях поголовье крупного рогатого скота снизилось на 37,8 %, в том числе коров — на 22,2 %, овец и коз — на 26,8 %, поголовье лошадей — на 31 %.

#### Растениеводство
В 2020 году было намолочено 539,1 тыс. т пшеницы при средней урожайности 22,9 ц/га, 37,2 тыс. т ячменя при урожайности 16,5 ц/га и 10,1 тыс. т риса при урожайности 34 ц/га.
Площади, валовой сбор и урожайность плодово-ягодных насаждений 2020
В 2022 году был собран рекордный за 15 лет урожай зерна — 729,5 тыс. тонн. Средняя урожайность зерновых и зернобобовых культур составила 26,2 ц/га.
| тыс. гектар | 647 | 726,6 | 567,5 | 270,3 | 275,1 | 298,8 | 263,1 | 304,9 |

### Транспорт
Транспортная система республики включает в себя автомобильный, железнодорожный и воздушный транспорт. В 2009 году среднегодовая численность занятых в экономике в сфере транспорта составила 6,2 тыс. чел. или 5,5 % от общего числа занятых в экономике.

#### Автомобильный транспорт

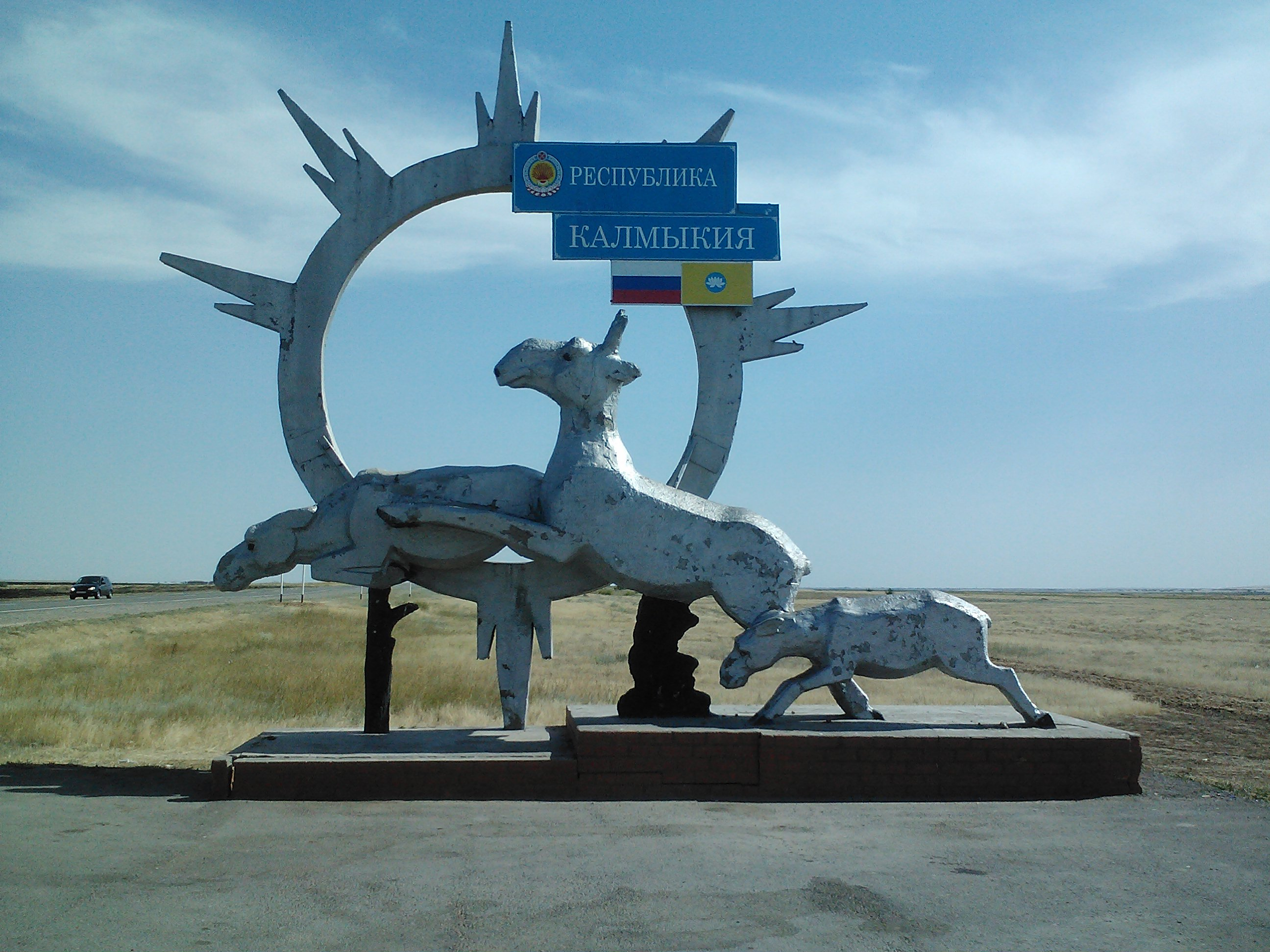
Памятник при въезде в Калмыкию. Автодорога Волгоград — Элиста

Большая часть грузо- и пассажироперевозок приходится на долю автотранспорта. По состоянию на 2008 год общая протяжённость автодорог общего пользования с твёрдым покрытием составила 3122,1 км, из них — 518,3 км являются дорогами федерального значения. Межрегиональные связи Республики обеспечивают автодороги федерального и республиканского значения:
- Волгоград — Элиста (подъезд к городу Элиста от автодороги Р22 «Каспий»);
- Астрахань — Артезиан — Махачкала (Р215);
- Ставрополь — Элиста — Астрахань (Р216);
- Элиста — Арзгир — Минеральные Воды;
- Элиста — Ремонтное — Зимовники;
- Городовиковск — Сальск и Городовиковск — Тахта;
- Яшкуль — Комсомольский — Артезиан;
- Дивное — Яшалта и Яшалта — Сальск.

#### Железнодорожный транспорт
Грузоперевозки общего пользования железнодорожным транспортом по объёму уступают в 13 раз автомобильному транспорту и составляют 11,9 % от общего объёма перевозок грузов республики. Эксплуатационная длина железных дорог в Республике Калмыкия — всего 165 км, что составляет 0,2 % в удельном весе железных дорог России. На юго-востоке вдоль побережья Каспийского моря проходит магистральная железная дорога Кизляр — Астрахань (протяжённость по территории Республики Калмыкия более 80 км). На этом участке линии расположены железнодорожные станции Артезиан и Улан-Хол.
Столица республики город Элиста связана сетью железных дорог Российской Федерации участком железнодорожной линии Элиста — Дивное. Эксплуатационная длина железнодорожного участка от опорной станции Элиста до станции Дивное составляет 73,2 км. Железнодорожная станция Элиста на сегодняшний день осуществляет только перевозку грузов. С 31 мая 2016 года восстановлено пассажирское сообщение с Москвой.

#### Воздушный транспорт
Единственным отраслеобразующим предприятием воздушного транспорта Республики Калмыкия является АО «Аэропорт Элиста» на котором работают 153 человека (на 2019 год). В настоящее время пассажирские перевозки воздушным транспортом в Республике Калмыкия по маршрутам Элиста — Москва-Внуково (авиакомпания «Азимут»), Элиста — Минеральные Воды и Элиста — Ростов-на-Дону.

## Культура
На территории Калмыкии представлены едва ли не все культуры степной полосы Восточной Европы: здесь друг друга сменяли киммерийцы, скифы, сарматы, гунны, хазары, печенеги, половцы. В XIII веке вся территория оказалась под властью Золотой Орды, а после её распада здесь кочевали ногаи.
Культурно-историческое наследие региона представлено в основном археологическими памятниками, особенно велика концентрация курганов, с которыми связаны типы культур, относящиеся как ко времени эпохи бронзы, так и более позднему — вплоть до Золотоордынского времени, здесь встречаются погребения майкопской культуры. На территории Калмыкии более 233 памятников истории и культуры, 200 тыс. археологических памятников. Из общего числа памятников 5 объектов находятся под государственной охраной Российской Федерации.
Современная культура Калмыкии связана, прежде всего, культурой калмыцкого народа — единственного в Европе народа, традиционно исповедующего буддизм, тенгрианство, и место распространения характерных ламаистских комплексов — монастырей-хурулов, выполнявших роль очагов духовности, культуры и образования и представлявших собой синтез нескольких видов искусства: архитектуры, скульптуры, театра и музыки.

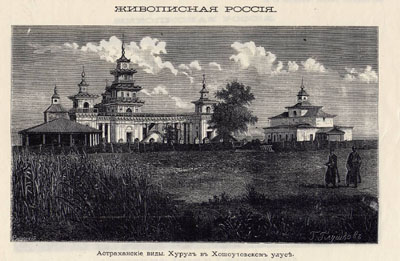
Хошеутовский хурул

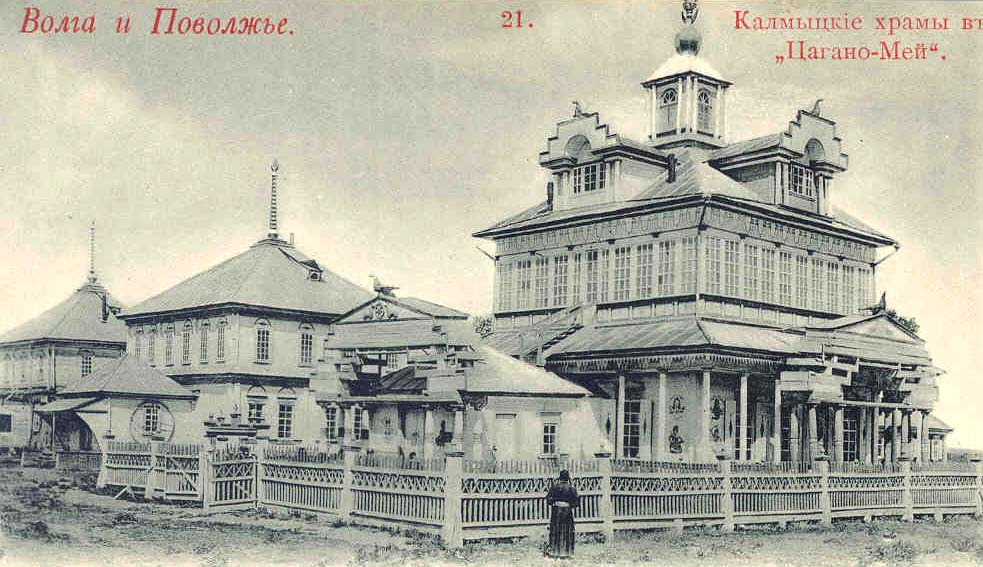
Хурул в посёлке Цаган-Аман. Начало XX века

Истоки культуры калмыцкого народа в глубине тысячелетней истории кочевых цивилизаций Центральной Азии.
Буддизм принёс в культуру свет высокой философии, многосторонние знания, отточенное вековыми канонами искусство.
Жемчужина калмыцкого фольклора — «Джангар» — эпическое повествование о стране счастья и благоденствия Бумбе и подвигах её богатырей. Проникнутый духом героики и патриотизма, этот эпос по своим художественным достоинствам относится к лучшим образцам устно-поэтического творчества. «Джангар» и исполнявшие его рапсоды пользовались огромной любовью и уважением в народе. Существует несколько версий эпоса, также как и различаются манеры исполнения (пения) «Джангара».
В Калмыкии проводится активная работа по сохранению и развитию традиционных видов творчества, реализации государственной культурной политики, направленной на сохранение самобытности национальных культур калмыцкого и других народов, проживающих на территории республики, по созданию правовых, организационных, экономических условий для работы учреждений культуры и искусства.

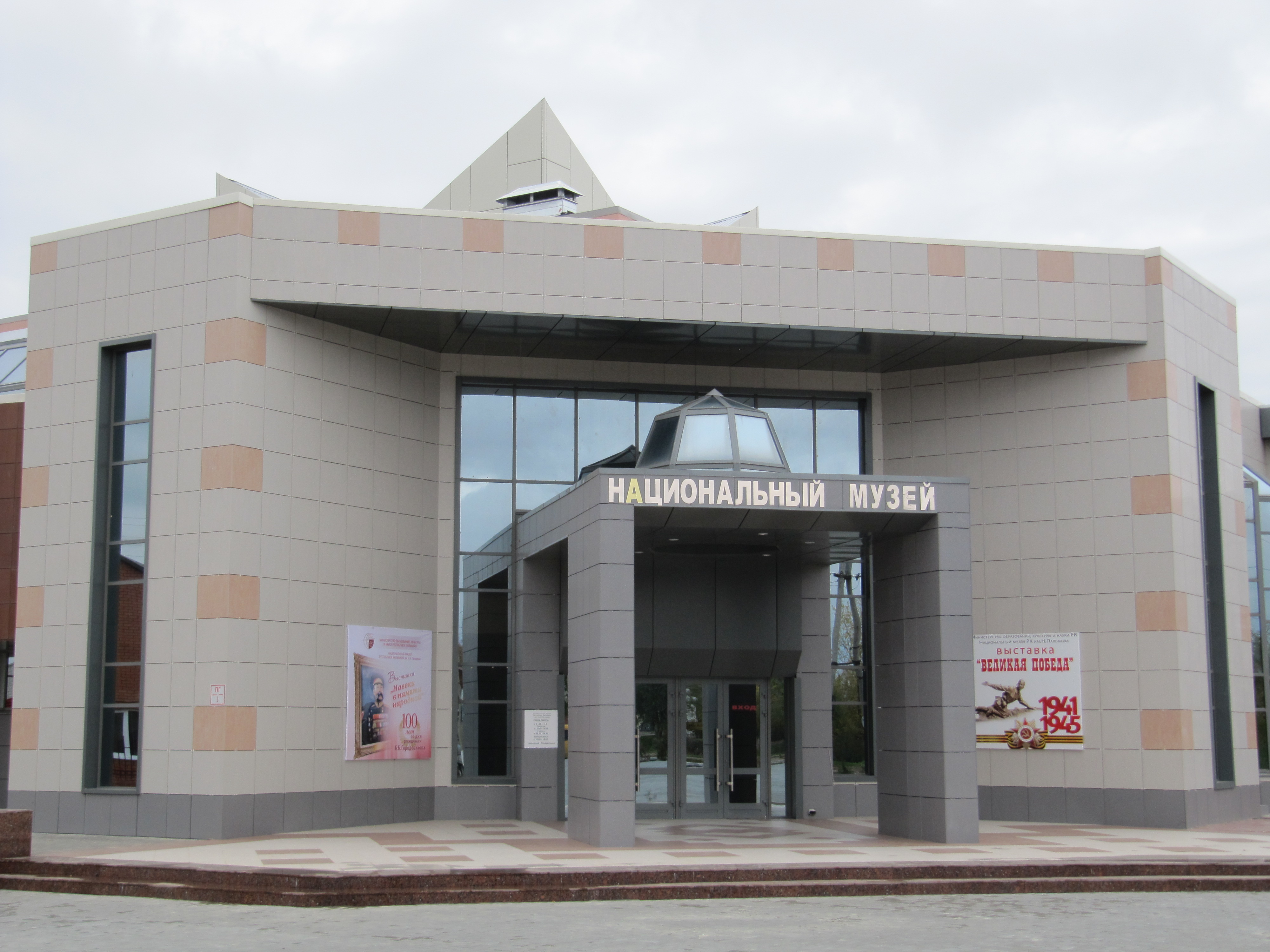
Национальный музей Калмыкии

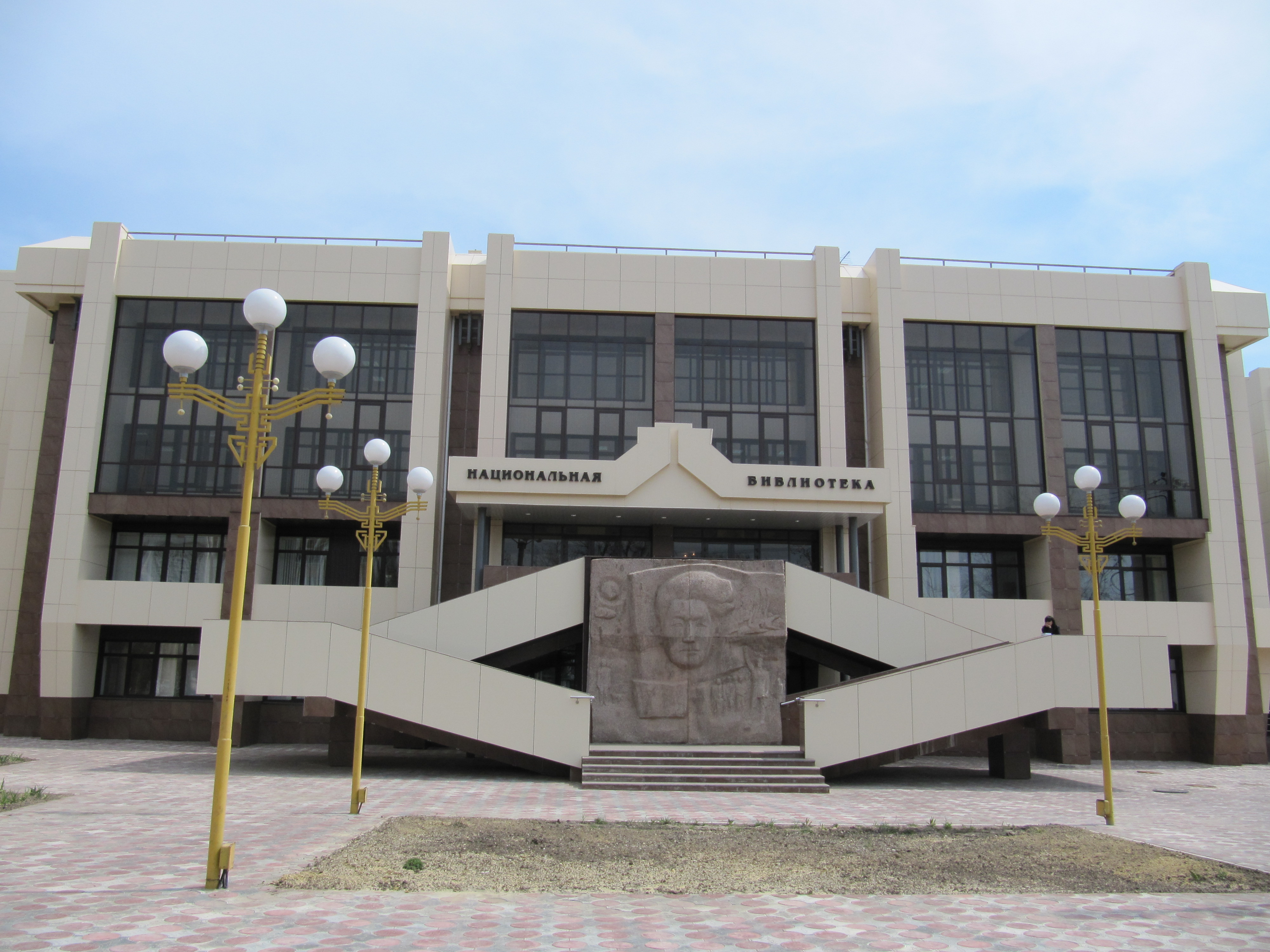
Библиотека им. А. М. Амур-Санана

В республике действуют два театра (Национальный драматический театр им. Б. Басангова и Республиканский театр драмы и комедии), два музея, Государственное гастрольно-концертное учреждение «Калмконцерт», 246 клубных учреждений, училище искусств, 33 детских музыкальных, художественных школ, школ искусств, пять профессиональных музыкально-хореографических коллективов.
Широкую известность за пределами республики получили Государственный ансамбль песни и танца «Тюльпан», Государственный театр танца «Ойраты», Национальный оркестр Калмыкии. Созданный в октябре 1937 года, национальный ансамбль «Тюльпан» возродился в 1957 году. В 1960-е годы директором был назначен Нарма Цеденович Эрендженов (1911—2001), первым в республике удостоенный высокого звания «Заслуженный артист РСФСР» (1940).
Большое внимание уделяется сохранению и развитию библиотечной системы Калмыкии. Её организацией занимаются 383 библиотеки всех систем и ведомств.
В системе Министерства культуры, национальной политики и по делам религии насчитывается 175 библиотек, в том числе Национальная библиотека им. А. М. Амур-Санана, Республиканская детская библиотека им. Н. Очирова, Республиканская специальная библиотека для слепых и 172 районных, городских и сельских библиотек, объединённых в 14 централизованных библиотечных систем.
Тесное переплетение и взаимодействие культур народов Калмыкии обеспечивает богатство и многообразие культуры республики.
Возрождаются традиционные праздники Зул, Цаган Сар, Ур Сар, проводятся конкурсы народной песни, танца, устного народного творчества, выставки народных мастеров. Возвращаются полузабытые народные песни, пословицы, обычаи, праздники и немалую роль в этом играют народные коллективы и клубные учреждения. В республике работает более 40 самодеятельных коллектива, имеющих звание «народный».

### Калмыцкая литература
Широкой популярностью пользуются произведения писателей, поэтов, драматургов Калмыкии.
Широкое признание получили писатель, основоположник калмыцкой литературы А. М. Амур-Санан, народный поэт Калмыкии, лауреат государственной премии СССР Д. Н. Кугультинов, народный поэт Калмыкии Вера Шуграева, драматург Б. Б. Басангов, скульптор, заслуженный художник РСФСР Н. А. Санджиев и многие.
Культурная жизнь Калмыкии сегодня многогранна и динамична. Поэты и прозаики, композиторы и режиссёры, художники и архитекторы обращаются в своём творчестве к самым различным школам и направлениям мировой классики, новейшим течениям модернизма. Сохраняется устойчивый интерес к ценностям национальных культур. В республике действуют славянский, казахский, корейский, немецкий, еврейский, народов Северного Кавказа и другие национально-культурные центры.

## Образование и наука
Калмыкия — регион с развитым научным и образовательным потенциалом. В сфере образования занято 13,2 тысяч человек. Всего в республике в 2015 году действовало 174 общеобразовательных школы, в том числе 3 вечерние (2011), в которых учатся около 32 000 школьников, 11 средних специальных учебных заведений (5238 учащихся) и 4 высших учебных заведени (8546 студентов).
В Калмыкии активно внедряются инновационные технологии образования.
На 1000 человек городского населения в возрасте 15 лет и более указавших уровень образования 723 человека имеют профессиональное образование (высшее, включая послевузовское, среднее и начальное). Среди специалистов с высшим профессиональным образованием 7 человек из 1000 человек городского населения имеют послевузовское образование, а в сельской местности 2 человека
Калмыкия является первым регионом России, где шахматы были введены в качестве школьного предмета (начиная с 1993 года). В школах Калмыкии активно внедряется технология УДЕ, разработанная профессором, академиком РАО П. М. Эрдниевым. Утверждена целевая программа «Развитие технологии укрупнения дидактических единиц», проводятся конкурсы среди учителей школ, использующих данную технологию.
С 1 апреля 2010 года участвует в проведении эксперимента по преподаванию курса «Основы религиозных культур и светской этики».

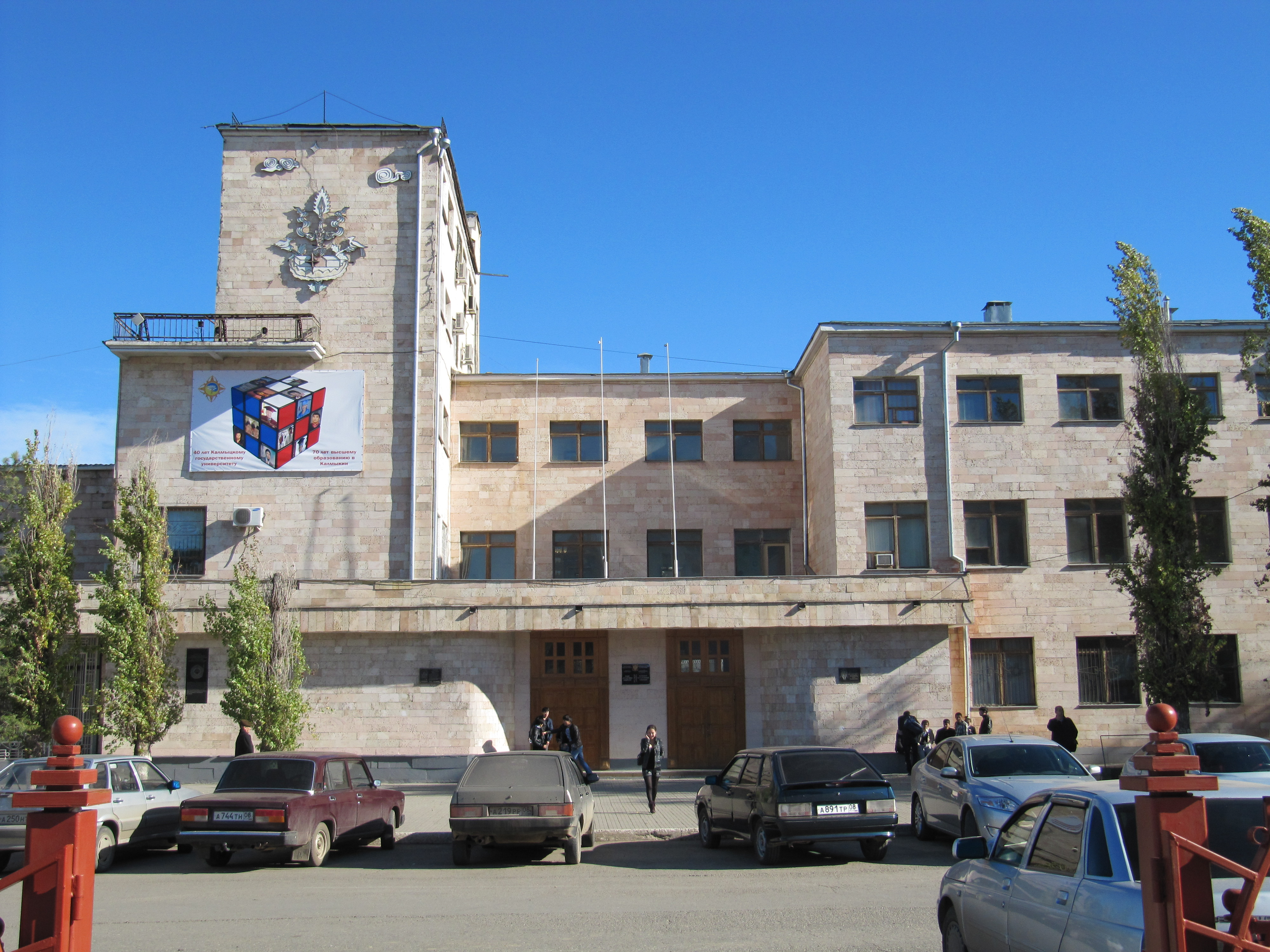
1-й корпус Калмыцкого государственного университета

Важнейшим образовательным и научным центром Калмыкии является её столица — город Элиста. Здесь расположены все научные учреждения республики: Калмыцкий институт гуманитарных исследований РАН (КИГИ РАН); Калмыцкий НИИ сельского хозяйства РАСХН; Институт комплексных исследований аридных территорий; Калмыцкий научно-исследовательский и проектно-изыскательский институт земельных ресурсов. В Элисте расположено большинство высших учебных заведений, действующих на территории Калмыкии, включая крупнейший вуз республики — Калмыцкий государственный университет.
Калмыцкий государственный университет является одним из ведущих вузов Юга России. В структуре университета — 8 факультетов и институт калмыцкой филологии и востоковедения, где осуществляется подготовка студентов по 22 специальностям высшего профессионального образования, 20 направлениям бакалавриата, 13 направлениям магистратуры, по 18 специальностям среднего профессионального образования, по ряду программ дополнительного образования для различных отраслей народного хозяйства республики и региона, действует аспирантура. В настоящее время в университете обучается около 8 тыс. студентов (на очной, заочной формах обучения).
Широкое признание получили сформировавшиеся в КГУ научные школы и направления по проблемам высшего, среднего образования, истории и культуре края, монголоведению и востоковедению, экологии, рациональному природопользованию, животноводству и орошаемому земледелию.
Научная инфраструктура университета включает 12 научно-образовательных центров и научно-исследовательских лабораторий: Прикаспийский археологический центр, Центр монголоведных и алтаистических исследований, проблемную НИЛ «Аридные экосистемы», НИЛ этнопедагогических инноваций и др.

## Спорт. Шахматы
Кирсан Николаевич Илюмжинов — президент ФИДЕ 1995—2018 годы.
Сити-Чесс, «Город шахмат», основан 1997 г. — административно-территориальное образование г. Элисты.
Шахматная олимпиада 1998 проводилась с 26 сентября по 13 октября 1998 года в г. Элисте.

## Органы государственной власти

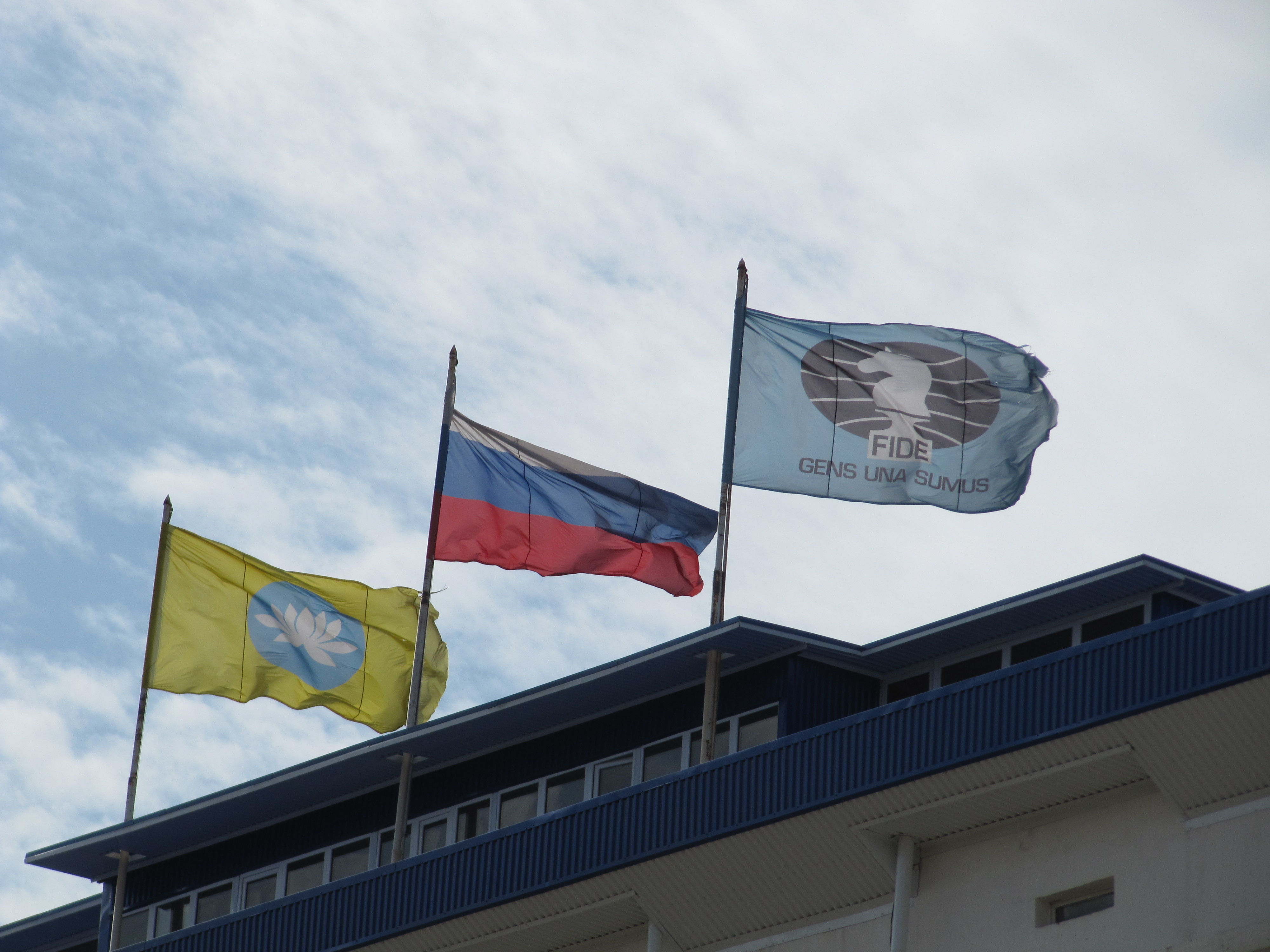
Флаги на Доме Правительства

### Конституция
Основной закон Республики — Степное Уложение (Конституция), принятое 5 апреля 1994 года.

### Глава Республики
Высшим должностным лицом Калмыкии является Глава Республики. В первоначальной редакции Степного Уложения высшим должностным лицом Республики Калмыкия являлся её Президент. Новое название должности было введено Законом Республики Калмыкия от 29 июля 2005 года № 219-III-З «О внесении изменений в некоторые законодательные акты Республики Калмыкия».
Глава Республики Калмыкия, являясь главой исполнительной власти республики, входящей в единую систему исполнительной власти Российской Федерации, определяет структуру исполнительных органов государственной власти Республики Калмыкия, формирует Правительство Республики Калмыкия.
В течение 17 лет высшим должностным лицом республики (первым Президентом и впоследствии главой Республики Калмыкия) являлся Кирсан Николаевич Илюмжинов, впервые избранный 11 апреля 1993 года. 28 сентября 2010 года по представлению Президента Российской Федерации Народный Хурал (Парламент) Республики Калмыкия утвердил на должность главы Республики Алексея Маратовича Орлова. 14 сентября 2014 года в результате всенародных демократических выборов победу одержал действующий глава республики, набравший 82,89 % голосов. В марте Алексей Маратович Орлов подал в отставку, которую принял Президент Владимир Путин. Исполняющим обязанности главы субъекта был назначен Бату Сергеевич Хасиков. 8 сентября 2019 года состоялись очередные выборы главы республики, где победу одержал Бату Хасиков, набравший 82,57 % голосов избирателей.

### Законодательная власть
Высшим законодательным (представительным) органом государственной власти Республики Калмыкия является Народный Хурал (Парламент) Республики Калмыкия, состоящий из 27 депутатов.

### Исполнительная власть
Высшим исполнительным органом государственной власти Республики является Правительство Республики Калмыкия, возглавляемое его председателем. Правительство Республики Калмыкия подотчётно Главе Республики. В мае 2022 года временно исполняющим обязанности Председателя Правительства Республики Калмыкия был назначен Очир Санджеевич Шургучеев.

### Судебная власть
Судебную власть в республике осуществляют Верховный суд Республики Калмыкия, Арбитражный суд Республики Калмыкия, районные суды и мировые судьи.